# 19e groupe de reconnaissance de division d'infanterie
Pour les articles homonymes, voir 19e groupe (unité militaire).
Le 19e groupe de reconnaissance de division d'infanterie (19e GRDI) est une unité de l'armée française créée en 1939 ayant participé à la bataille de France. 

## Historique
Le 19e groupe de reconnaissance de division d'infanterie est créé en septembre 1939 par le centre mobilisateur de cavalerie no 8 de Beaune pour faire partie de la 16e division d'infanterie. 
Durant la drôle de guerre, il tient des positions de la ligne Maginot dans le secteur de Lembach en octobre 1939, dans la forêt de Haguenau en février 1940. 
En mai 1940, il reçoit la mission de défendre la Lauter pour en empêcher l'ennemi de la franchir. Le 12 et le 13 mai 1940, il accomplit sa mission en lançant une contre-attaque avec des éléments d'une autre division d'infanterie pour repousser les Allemands de l'autre côté de la rivière. 
Le 29 mai, il arrive dans la Somme à Cantigny. Il contre-attaque les Allemands le 5 juin entre Dury et l'Avre. Le lendemain, il combat à Oresmaux puis se replie vers la Seine-et-Oise en livrant des combats retardateurs pour couvrir la division. Il défend en suite la ligne de l’Essonne en combattant à Liers et à Saint-Vrain le 15 juin puis se replie vers Etampes en formant l'arrière-garde la division. 
Pour son action, durant la campagne il sera décoré de la croix de guerre avec palme (citation à l'ordre de l'armée).

## Ordre de bataille
Mai 1940 :
- Commandant : Chef d’Escadron Doublet de Persan
- Adjoint : Capitaine Gatinet
- Escadron hors rang : Capitaine Frebault
- Escadron Hippomobile : Capitaine Hauser
- Escadron Motorisé : Capitaine Collin
- Escadron Mitrailleuses et Canons de 25 : Capitaine Ebret